# Oberliga Nord (1947-1963)
les ligues homonymes (Oberliga Nord) et (Oberliga Nord) qui sont organisées, respectivement, de 1974 à 1994 puis de 2004 à 2008 et qui ont alors le rang, respectivement, d’une Division 3 puis d'une Division 4.
Pour les articles homonymes, voir Oberliga Nord.
L’Oberliga Nord est une ligue allemande de football organisée entre 1947 et 1963. Cette compétition a la valeur d’une Division 1 puisque annuellement son vainqueur et son vice-champion disputent le titre national lors d’une phase finale regroupant les qualifiés des quatre autres Oberligen.
L’Oberliga Nord est créée lors de la réorganisation des compétitions, peu après la fin de la Seconde Guerre mondiale. Elle découle d'une compétition, jouée communément avec les clubs de la région "Ouest" et appelée Meisterschaft der Britische Besatzungzone 1946-1947. Elle est jouée à « titre individuel » mais celle nommée  Meisterschaft der Britische Besatzungzone 1947-1948 fait partie intégrante du Championnat d'Allemagne 1947-1948. C'est donc à partir de la saison 1948-1949, que l'Oberliga Nord constitua une ligue à part entière.
Elle concerne les clubs situés dans les Länder de Basse-Saxe, du  Schleswig-Holstein et ceux des territoires des villes libres de Brême et de Hambourg, donc ceux affiliés à la Norddeutscher Fussball-Verband (NFV).
Lors de la création de la Bundesliga en 1963, l’'Oberliga Nord disparaît. Trois de ses clubs entrent parmi la nouvelle élite: le Hamburger SV, le SV Werder Bremen et le Braunschweiger TSV Eintracht. Les autres équipes rejoignent une série nouvellement créée : la Regionalliga Nord.

## Histoire résumée
Cette Oberliga Nord est largement dominée par le Hambourg SV, qui remporte 15 des 16 championnats. Le HSV ne laisse échapper que la compétition 1953-1954 qui voit la victoire du Hanovre 96. Lors de cette saison, Hambourg se classe 11e à la suite d'une perte de points sur tapis vert, sans quoi le cercle hanséatique aurait terminé 4e.
Lors de la première édition à l’occasion de la saison 1947-1948, les deux qualifiés de l’Oberliga Nord (Hambourg SV et FC St. Pauli) disputèrent un tour final avec leurs homologues de l’Oberliga Ouest, afin de désigner les participants de la Zone d'occupation britannique en Allemagne, pour la phase finale nationale. Les deux équipes du Nord se qualifièrent.
Durant la saison 1948-1949, le FC Holstein Kiel est sanctionné et décrété descendant d'office (pour avoir aligné un joueur non affilié réglementaire lors de la saison précédente). Le championnat 1948-1949 de Kiel s'arrête après quelques matches. Le Hanovre 96 se manifeste alors en se plaignant qu'il n'aurait pas été relégué à la fin de l'exercice précédent, si la fraude avait sanctionnée plus tôt. Finalement, la fédération décide de réintégrer le Holstein Kiel en Oberliga Nord pour la saison 1949-1950 et ainsi que la promotion du Hanovre 96 sans devoir disputer la compétition au rang inférieur.
Entre 1947 et 1963, cinq clubs (Brême, Hambourg, Kiel, Osnabrück et FC St. Pauli) prennent part aux 16 saisons de l'Oberliga Nord.

## Niveau inférieur
Contrairement aux régions Ouest, Sud et Sud-Ouest, la région Nord n'instaure pas de 2. Oberliga. Durant toute la durée d'existence de l'Oberliga Nord en tant que plus haute division, les montées et descentes se font à la suite d'un tour final regroupant les clubs les mieux classés au sein des plus hautes séries des Länder ou villes libres concernées.

## Fondateurs de l’Oberliga Nord (1947-1963)
Ci-dessous, les 12 clubs fondateurs de l’Oberliga Ouest, listés dans l’ordre alphabétique de leur localité':
- TSV Eintracht Braunschweig
- Bremer SV
- Werder Brême
- SC Concordia Hambourg
- Hambourg SV
- SC Victoria Hambourg
- SV Arminia Hanovre
- Hanovre 96
- Holstein Kiel
- VfB Lübeck
- VfL Osnabrück
- FC St. Pauli

## Classements dans la Oberliga Nord (1947-1963)
| Clubs                     | 1948 | 1949 | 1950 | 1951 | 1952 | 1953 | 1954 | 1955 | 1956 | 1957 | 1958 | 1959 | 1960 | 1961 | 1962 | 1963 |
| ------------------------- | ---- | ---- | ---- | ---- | ---- | ---- | ---- | ---- | ---- | ---- | ---- | ---- | ---- | ---- | ---- | ---- |
| Hambourg SV               | 1    | 1    | 1    | 1    | 1    | 1    | 11   | 1    | 1    | 1    | 1    | 1    | 1    | 1    | 1    | 1    |
| Werder Brême              | 5    | 8    | 4    | 6    | 7    | 3    | 5    | 3    | 6    | 5    | 7    | 2    | 2    | 2    | 2    | 2    |
| FC St. Pauli              | 2    | 2    | 2    | 2    | 3    | 9    | 2    | 7    | 13   | 4    | 9    | 7    | 4    | 4    | 4    | 6    |
| VfL Osnabrück             | 4    | 3    | 3    | 4    | 2    | 4    | 12   | 9    | 10   | 6    | 4    | 4    | 3    | 3    | 7    | 7    |
| FC Holstein Kiel          | 10   | 13   | 11   | 3    | 5    | 2    | 8    | 10   | 4    | 2    | 8    | 10   | 9    | 7    | 5    | 5    |
| Eintracht Braunschweig    | 3    | 4    | 5    | 10   | 14   |      | 4    | 6    | 11   | 7    | 2    | 5    | 8    | 9    | 6    | 3    |
| TuS Bremerhaven 93        |      | 12   | 10   | 8    | 8    | 8    | 7    | 2    | 7    | 9    | 5    | 9    | 5    | 14   | 14   | 13   |
| Hanovre 96                | 11   |      | 7    | 11   | 11   | 7    | 1    | 5    | 2    | 3    | 10   | 6    | 6    | 5    | 13   | 9    |
| SC Concordia Hambourg     | 8    | 9    | 6    | 12   | 12   | 15   |      |      |      | 12   | 6    | 12   | 12   | 12   | 12   | 14   |
| FC Altona 93              |      |      |      | 15   |      | 6    | 3    | 4    | 9    | 11   | 3    | 8    | 11   | 6    | 11   | 15   |
| SV Arminia Hanovre        | 6    | 10   | 12   | 13   | 9    | 12   | 6    | 12   | 3    | 15   |      |      |      |      |      | 10   |
| 1. SC Göttingen           |      | 11   | 13   | 9    | 6    | 5    | 10   | 13   | 8    | 10   | 16   |      |      |      |      |      |
| VfB Lübeck                | 7    | 7    | 15   |      |      | 11   | 15   |      |      |      | 15   |      | 14   | 15   |      | 16   |
| Bremer SV                 | 9    | 5    | 14   | 7    | 10   | 13   | 13   | 15   |      |      |      |      |      |      | 15   |      |
| Eimsbütteler TV           |      | 6    | 8    | 5    | 4    | 10   | 8    | 8    | 16   |      |      |      |      |      |      |      |
| VfR Neumünster            |      |      |      |      |      |      |      |      | 5    | 8    | 12   | 3    | 10   | 11   | 8    | 4    |
| VfB Oldenburg             |      |      | 9    | 16   |      |      |      | 11   | 15   |      |      |      |      | 10   | 10   | 12   |
| VfL Wolfsbourg            |      |      |      |      |      |      |      | 14   | 14   | 14   | 11   | 16   |      |      |      |      |
| SV Eintracht Nordhorn     |      |      |      |      |      |      |      |      | 12   | 13   | 13   | 15   |      |      | 16   |      |
| ASV Bergedorf 85          |      |      |      |      |      |      |      |      |      |      |      | 11   | 13   | 13   | 9    | 11   |
| VfV Hildesheim            |      |      |      |      |      |      |      |      |      |      |      | 13   | 7    | 8    | 3    | 8    |
| Harburger TB              |      |      | 16   |      |      | 14   | 14   | 16   |      |      |      |      |      |      |      |      |
| SV Eintracht 08 Osnabrück |      |      |      | 14   | 14   | 16   |      |      |      |      |      |      | 16   |      |      |      |
| SC Victoria Hambourg      | 12   |      |      |      | 15   |      | 16   |      |      |      |      |      |      |      |      |      |
| 1. FC Phönix Lübeck       |      |      |      |      |      |      |      |      |      |      | 14   | 14   | 15   |      |      |      |
| Heider SV                 |      |      |      |      |      |      |      |      |      | 16   |      |      |      | 16   |      |      |
| Itzehoer SV 09            |      |      |      | 17   |      |      |      |      |      |      |      |      |      |      |      |      |
| Lüneburger SK             |      |      |      |      | 16   |      |      |      |      |      |      |      |      |      |      |      |

Source: f-archiv.de 

## Désignations pour la Bundesliga
L'élection des équipes devant être les fondatrices de la Bundesliga se fait sur base d'une évaluation courant sur les 12 dernières saisons. Mais d'autres critères furent pris en compte.

### Déceptions et critiques
Dans la zone couverte par la Norddeutscher Fußball-Verband (NFV), le choix du Hamburger SV ne souffre aucune discussion. Avec 15 des 16 titres possibles (11 sur les 12 de la période concernée par l’évaluation) le club de la ville hanséatique a largement mérité sa place en Bundesliga. La deuxième équipe retenue, le Werder Brême se classe à telle position dans le classement de l’évaluation. Par contre, le choix du Braunschweiger TSV Eintracht soulève des critiques. Sur base des points, le club n’est que 7e au classement de l’évaluation sur 12 saisons. Le VfL Osnabrück, le FC St. Pauli, le Hanovre 96 et le SV Holstein Kiel, classés devant Braunschweig, déposent des réclamations.
La DFB justifie son choix en déclarant que « tous ces clubs ont un passé sportif similaire et que le classement de la dernière saison avait été décisif ». L’Eintracht Braunschweig, 3e de l’Oberliga Nord en 1963 reçoit sa licence.
Le choix de la Deutscher Fussball Bund peut s’expliquer par d’autres raisons : la fédération nationale considère que Braunschweig est d’une plus grande stabilité économique qu’Osnabrück. À ces déclarations, Friedel Schwarze, le président du VfL, dit alors qu’il est devant la « ruine du travail de sa vie ».
La candidature du FC St. Pauli, localisé dans la banlieue de Hambourg, n'est pas retenue, car selon la DFB, un seul club est retenu par ville.
Le Hanovre 96 a un dossier techniquement aussi fort que celui de Braunschweig. Mais le club est pénalisé par ses deux dernières saisons médiocres (13e et 9e).
La non-sélection du SV Holstein Kiel s’explique aussi par des critères géographiques, internes à la NFV. Les deux premières licences accordées concernent des clubs de la Hamburger Fußball-Verband (HFV) et de la Bremer Fußball-Verband (BFV). Or la Niedersächsischer Fußballverband, la Fédération de Basse-Saxe, comportr plus de clubs à elle seule que les trois autres (Brême, Hambourg, Schleswig-Holstein). Le choix d’une équipe de Basse-Saxe (Braunschweig) respecte donc cette logique.

### Classement de l'évaluation sur 12 ans
Les clubs dont le nom et le total de points apparaissent en lettres grasses sont élus pour être fondateurs de la Bundesliga.
| Légende                     |                                                                           |
| Candidats                   | Liste des clubs candidats à l’élection pour la Bundesliga                 |
| Saisons                     | Liste des saisons concernées par la période d’évaluation                  |
| Régularité                  | Nombre de saisons passées en Oberliga.                                    |
| Points                      | Total des points accumulés durant la période d’évaluation.                |
| 1.                          | Place obtenue en Oberliga pour la saison concernée.                       |
| X3, X4                      | Place obtenue en phase finale du championnat lors de la saison concernée. |
| XTP                         | Élimination au tour préliminaire de la phase finale du championnat        |
| XCh, XVC                    | Champion d’Allemagne de l’Ouest Vice-champion d’Allemagne de l’Ouest      |
| XP, XF                      | Vainqueur de la DFB-Pokal Finaliste de la DFB-Pokal                       |
| {\displaystyle \Downarrow } | Club se trouvant dans une ligue inférieure à l’Oberliga                   |

| Candidats                    | Saisons   | Saisons                     | Saisons   | Saisons   | Saisons   | Saisons   | Saisons                     | Saisons                     | Saisons                     | Saisons                     | Saisons                     | Saisons   | Régularité | POINTS |
| Candidats                    | 1951/1952 | 1952/1953                   | 1953/1954 | 1954/1955 | 1955/1956 | 1956/1957 | 1957/1958                   | 1958/1959                   | 1959/1960                   | 1960/1961                   | 1961/1962                   | 1962/1963 | Régularité | POINTS |
| ---------------------------- | --------- | --------------------------- | --------- | --------- | --------- | --------- | --------------------------- | --------------------------- | --------------------------- | --------------------------- | --------------------------- | --------- | ---------- | ------ |
| Hamburger SV                 | 1.3       | 1.3                         | 11.       | 1.2       | 1.F2      | 1.VC      | 1.VC                        | 1.2                         | 1.Ch                        | 1.3                         | 1.3                         | 1.        | 12         | 518    |
|                              | 20        | 20                          | 6         | 22        | 48        | 50        | 50                          | 38                          | 76                          | 52                          | 52                          | 48        | 36         | 518    |
| SV Werder Bremen             | 7.        | 3.                          | 5.        | 3.        | 6.        | 5.        | 7.                          | 2.4                         | 2.2                         | 2.P2                        | 2.TP                        | 2.        | 12         | 396    |
|                              | 10        | 14                          | 12        | 14        | 22        | 24        | 20                          | 32                          | 51                          | 71                          | 45                          | 45        | 36         | 396    |
| VfL Osnabrück                | 2.3       | 4.                          | 12.       | 9.        | 10.       | 6.        | 4.                          | 4.                          | 3.                          | 3.                          | 7.                          | 7.        | 12         | 313    |
|                              | 19        | 13                          | 5         | 8         | 14        | 22        | 26                          | 26                          | 42                          | 42                          | 30                          | 30        | 36         | 313    |
| Hannover SV 96               | 11.       | 7.                          | 1.Ch      | 5.        | 2.4       | 3.        | 10.                         | 6.                          | 6.                          | 5.                          | 13.                         | 9.        | 12         | 309    |
|                              | 6         | 10                          | 44        | 12        | 32        | 28        | 14                          | 22                          | 33                          | 36                          | 12                          | 24        | 36         | 309    |
| FC St. Pauli                 | 3.        | 9.                          | 2.        | 7.        | 13.       | 4.        | 9.                          | 7.                          | 4.                          | 4.                          | 4.                          | 6.        | 12         | 303    |
|                              | 14        | 8                           | 15        | 10        | 8         | 26        | 16                          | 20                          | 39                          | 39                          | 39                          | 33        | 36         | 303    |
| Kieler SV Holstein           | 5.        | 2.4                         | 9.        | 10.       | 4.        | 2.TP      | 8.                          | 10.                         | 9.                          | 7.                          | 5.                          | 5.        | 12         | 294    |
|                              | 12        | 17                          | 8         | 7         | 26        | 30        | 18                          | 14                          | 24                          | 30                          | 36                          | 36        | 36         | 294    |
| Braunschweiger TSV Eintracht | 14.       | {\displaystyle \Downarrow } | 4.        | 6.        | 11.       | 7.        | 2.3                         | 5.                          | 8.                          | 9.                          | 6.                          | 3.        | 11         | 276    |
|                              | 3         | 0                           | 13        | 11        | 12        | 20        | 34                          | 24                          | 27                          | 24                          | 33                          | 42        | 33         | 276    |
| SV Arminia Hannover          | 9.        | 12.                         | 6.        | 12.       | 3.        | 15.       | {\displaystyle \Downarrow } | {\displaystyle \Downarrow } | {\displaystyle \Downarrow } | {\displaystyle \Downarrow } | {\displaystyle \Downarrow } | 10.       | 7          | 103    |
|                              | 8         | 5                           | 11        | 5         | 28        | 4         | 0                           | 0                           | 0                           | 0                           | 0                           | 21        | 21         | 103    |